# أنف بشري
الأنف (بالإنجليزية: nose)‏ عضو الشم لوجود الظهارة الشمية في جوفه. يعتبر الأنف البشري أكثر أعضاء وجه الإنسان بروزا، وهو أول عضو في الجهاز التنفسي. كما أنه يمثل العضو الرئيسي لجهاز الشم. يتحدد شكل الأنف بواسطة عظام الأنف والغضاريف الأنفية، بما في ذلك الحاجز الأنفي الذي يفصل المنخرين ويقسم الحاجز الأنفي الأنف إلى تجويفين، في الغالب يكون أنف الذكر أكبر من أنف الأنثى.
الوظيفة الأساسية للأنف هي التنفس. إذ يعتبر جزءاً من الجهاز التنفسي، فهو الطريق الرئيسي لدخول الهواء إلى الرئتين. التنفس عن طريق الأنف أفضل من الفم. ذلك لأن الهواء الداخل عن طريق الأنف تتم تنقيته وترطيبه وتدفئته. وتقوم أغشية الأنف المخاطية المبطنة للتجويف الأنفي - بمساعدة الجيوب الأنفية - بالتكييف الضروري لهواء التنفس عن طريق تدفئته وترطيبه، تقوم المحارتان الأنفينان الموجودتان في جداري التجويفين بهذه العملية بينما تساعد تصفية الهواء التي تقوم بها الشعيرات الأنفية في منع دخول الجزيئات الكبيرة إلى الرئتين، أما العطاس فهو رد فعل مهمته إخراج الجزيئات غير المرغوب فيها من الأنف، لكنه في نفس الوقت يساعد في نقل العدوى من إنسان لآخر.
وظيفة أخرى هامة من وظائف الأنف هي الشم، وهي الإحساس بالرائحة. تحتوى الظهارة الشمية  على خلايا متخصصة في شم الروائح.
تسهم الأنف أيضا في عملية الكلام؛ إذ تعمل الجيوب الأنفية كغرف صوتية تعمل على تضخيم الصوت. توجد العديد من جراحات التجميل التي تجرى على الأنف والتي بإمكانها إصلاح المشكلات البنائية أو تغيير شكل الأنف. قد تكون هذه العيوب خلقية، نتيجة إضطرابات أنفية أو ناتجة عن إصابة الأنف، تنتمي هذه المجموعة من الجراحات إلى ما يعرف الجراحات الترميمية، أما الجراحات التي تجرى اختياريا لتحسين شكل الأنف فتنتمي إلى مجموعة الجراحات التجميلية.

## البناء
توجد العديد من العظيمات والغضاريف التي تكون الهيكل العظمي-الغضروفي للأنف.
يتموضع الأنف في منتصف الوجه فوق الحنك الصلب وبين الوجنتين. ويشمل قسمين: خارجي، يدعى الأنف الظاهر، وعميق يمتد نحو الخلف، يدعى جوف الأنف. تدعى فتحتا الأنف الأماميتان بالمنخرين.
توجد العديد من العظيمات والغضاريف التي تكون الهيكل العظمي-الغضروفي للأنف.

### العظام
العظام الأساسية للأنف  هي الفك العلوي والعظم الجبهي. وعدد من العظام الأصغر.

### الغضاريف
الغضاريف الأنفية هي غضروف حاجز الأنف، الغضروف الأنفي الوحشي، الغضروف الجناحي الكبير والغضروف الجناحي الصغير.

### العضلات
تنتمي عضلات الأنف إلى مجموعة عضلات التعبير الوجهي.

### الأنسجة الرخوة
يتغير سمك جلد الأنف من منطقة لأخرى.

### الأنف الخارجية
قاعدة الأنف هي التي تربط الأنف بمقدم الجبهة.

### التجويف الأنفي
ينقسم التجويف الأنفي إلى قسمين.

### الجيوب الأنفية
يمتد النسيج الطلائي المبطن للتجويف الأنفي إلى غرف الأنف  والجيوب الأنفية.

### شكل الأنف
يختلف شكل الأنف اختلافا كبيرا نتيجة للفرق في شكل عظام الأنف وتكوين الحاجز الأنفي.

## الإمداد الدموي
يغذي الأنف فروع من الشريان السباتي الأصلي.

## الجهاز الليمفي
توجد  الغدد الليمفاوية على امتداد شرايين وأوردة الأنف.

## الإمداد العصبي
من العصب ثلاثي التوائم.

### الحركة
تتغذي عضلات الأنف من العصب الوجهي.

### الإحساس بالرائحة
ينقل عن طريق الأعصاب الشمية.

## الوظيفة

### التنفس
الأنف هي أول عضو في الجهاز التنفسي.

### الشم
تلعب الأنف دورا هاما في جهاز الشم.

### التحدث
يتم الكلام عن طريق ضغط الهواء بواسطة الرئتين ويتم تعديله بواسطة الأنف.

## الأهمية السريرية
أكثر مشاكل الأنف شيوعا هي النزيف من الأنف المعروف بالرعاف.

### الإجراءات الجراحية
من الممكن إجراء بعض الإجراءات الجراحية على الأنف عن طريق التنظير الداخلي.

## المجتمع والثقافة
يختار بعض الناس إجراء جراحة تجميلية على الأنف لتغيير مظهره.

## حاسة الشم
تأتي القدرة على الشم من خلايا حسية متخصصة، تسمى الخلايا العصبية الحسية الشمية، والتي توجد في بقعة صغيرة من الأنسجة العالية داخل الأنف. تتصل هذه الخلايا بالدماغ مباشرة، كل خلية عصبية شمية لها مستقبل واحد للرائحة. تحفز الجزيئات المجهرية التي تطلقها المواد من حولنا - سواء كانت تخمير القهوة أو أشجار الصنوبر في الغابة - هذه المستقبلات. بمجرد أن تكتشف الخلايا العصبية الجزيئات ، فإنها ترسل رسائل إلى عقلك ، والتي تحدد الرائحة. توجد روائح في البيئة أكثر من المستقبلات، وأي جزيء معين قد يحفز مجموعة من المستقبلات، مما يخلق تمثيلًا فريدًا في الدماغ. يتم تسجيل هذه التمثيلات بواسطة الدماغ كرائحة معينة.

## النمو

### نمو الأنف
في بداية النمو الجنيني، تهاجر خلايا العرف العصبي لتشكيل نسيج اللحمة المتوسطة كأرومة ظاهرة متوسطية للأقواس البلعومية. بحلول نهاية الأسبوع الرابع، يشكل الزوج الأول من الأقواس البلعومية خمسة بروزات أو نتوءات وجهية: بروز جبهي أنفي مفرد وزوجين من البروزات الفكية السفلية وزوجين من البروزات الفكية العلوية. يتكون الأنف إلى حد كبير من اندماج هذه البروزات الخمسة في الوجه. يؤدي البروز الجبهي الأنفي إلى ظهور جسر الأنف. تساهم البروزات الأنفية الإنسية في تشكيل عرف الأنف وقمته، بينما تشكل البروزات الأنفية الوحشية جناحيه. يتطور البروز الجبهي الأنفي نتيجة تكاثر خلايا اللحمة المتوسطة أمام الحويصلات الدماغية، ويشكل الحافة العلوية للثغيرة.
خلال الأسبوع الخامس، يزداد حجم بروز الفك العلوي، وفي نفس الوقت تزداد سماكة الأديم الظاهر لجانبي البروز الجبهي الأنفي كما يزداد حجمه أيضًا، مكونًا اللوحاء الأنفية. تعرف اللوحاءات الأنفية أيضًا باسم اللوحاءات الشمية. يحرض الجزء البطني من الدماغ الأمامي هذه المرحلة من النمو. في الأسبوع السادس، ينطوي الأديم الظاهر في كل لوحاء أنفية ليشكل حفرة بيضاوية الشكل، ما يؤدي لتكوين حافة مرتفعة محيطة من الأنسجة. تشكل كل حفرة أنفية فاصلًا بين الحواف لتعطي: بروز أنفي وحشي على الحافة الخارجية وبروز أنفي إنسي على الحافة الداخلية.
في الأسبوع السادس، يزداد عمق الحفر الأنفية وتخترق اللحمة المتوسطة الأساسية. في هذا الوقت، تهاجر البروزات الأنفية الإنسية نحو بعضها البعض وتندمج لتشكل الطبقة الأولية لجسر الأنف والحاجز. يساعد النمو المتزايد لبروز الفك العلوي إنسيًا عملية الهجرة، إذ يدفع ذلك على بروزات الأنف الإنسية نحو الخط الناصف. يحدث الاندماج على السطح، وكذلك على المستوى الأعمق. يشكل الاندماج القطعة بين عظمي الفك العلوي، وهي بدورها تتمادى مع الجزء المنقاري من الحاجز الأنفي. كذلك الأمر، تنمو أطراف بروزات الفك العلوي وتندمج مع البروز بين عظمي الفك العلوي. يؤدي البروز بين عظمي الفك العلوي إلى ظهور نثرة الشفة العليا.
في نهاية الأسبوع السادس، تصبح الحفر الأنفية أعمق، وتندمج لتكوين كيس أنفي كبير من الأديم الظاهر. يقع هذا الكيس أعلى وإلى الخلف من البروز ما بين عظمي الفك العلوي. بحلول الأسبوع السابع، تنمو أرضية الكيس الأنفي والجدار الخلفي لتشكل طبقة سميكة من الأديم الظاهر تشبه الصفيحة تسمى الزعنفة الأنفية. تفصل الزعنفة الأنفية الكيس عن تجويف الفم، وضمن الزعنفة الأنفية، تظهر فجوات تندمج مع الكيس الأنفي. يؤدي هذا إلى تكبير كيس الأنف وفي نفس الوقت يخفف سماكة الزعنفة ويحولها إلى غشاء، وهو الغشاء الأنفي الفموي الذي يفصل الحفرتين الأنفية عن تجويف الفم. خلال الأسبوع السابع، يتمزق الغشاء الأنفي الفموي ويتحلل ليشكل فتحة، وهي المنعر البدئي الوحيد. تمتد القطعة بين عظمي الفك العلوي للخلف لتشكل الحنك الأولي الذي يشكل أرضية تجويف الأنف. خلال الأسبوعين الثامن والتاسع، يتكون زوج من الامتدادات الرفيعة من الجدران الوسطى لبروز الفك العلوي. تسمى هذه الامتدادات بالرفوف الحنكية، التي ستشكل بدورها الحنك الثانوي. يتعظم الحنك الثانوي غضروفيًا ليشكل الحنك الصلب، وهي الأرضية النهائية لتجويف الأنف. في هذه الأثناء، يشكل الأديم الظاهر والأديم المتوسط للبروز الجبهي الأنفي الحاجز الناصف. ينمو الحاجز من سقف التجويف الأنفي ويندمج مع الحنك النامية على طول الخط الناصف. يقسم الحاجز التجويف الأنفي إلى ممرين أنفيين ينفتحان في البلعوم عبر المنعرين النهائيين.
تتمايز الخلايا في غضون عشرة أسابيع إلى عضلات وغضاريف وعظام. قد تسبب المشاكل في هذه المرحلة بعض العيوب الخلقية، كرتق المنعر (المسلك غائب أو مغلق) والشقوق القحفية الوجهية وخلل التنسج الأنفي (خلل النمو أو عدم اكتماله) مثلًا، ونادرًا ما يحدث تعدد أنف، وهي حالة يتضاعف فيها الأنف.
يعتبر النمو الطبيعي للأنف أمرًا بالغ الأهمية، لأن المولود الجديد يتنفس من خلاله في الأسابيع الستة الأولى، وأي انسداد فيه سيحتاج إلى علاج طارئ لإزالته.

### نمو الجيوب المجاورة للأنف
تتطور الأزواج الأربعة من الجيوب المجاورة للأنف، وهي الفكية العلوية والغربالية والوتدية والجبهية، من التجويف الأنفي كغؤور يمتد إلى العظام المسماة تبعًا لها. يتكون زوجان من هذه الجيوب قبل الولادة، بينما يتشكل الزوجان الآخران بعد الولادة. تظهر الجيوب الفكية العلوية أولًا خلال الشهر الثالث من الحمل، ثم تتوسع ببطء داخل عظام الفك العلوي وتستمر في التوسع طوال فترة الطفولة. تتشكل الجيوب الفكية العلوية نتيجة انغماد الكيس الأنفي. تظهر الجيوب الغربالية في الشهر الخامس على شكل غؤور ضمن الصماخ الأوسط. لا تنمو الجيوب الغربالية في العظم الغربالي ولا تتطور بشكل كامل حتى سن البلوغ.
تشكل الجيوب الوتدية امتدادات للجيوب الغربالية في العظام الوتدية. تبدأ هذه الجيوب في التطور في عمر العامين تقريبًا، وتستمر في التوسع أثناء الطفولة.
تتطور الجيوب الجبهية في السنة الخامسة أو السادسة من الطفولة، وتستمر في التوسع طوال فترة المراهقة. يتكون كل جيب أمامي من منطقتين مستقلتين تتطوران من مصدرين مختلفين؛ إحداهما من توسع الجيوب الغربالية ضمن العظم الجبهي، والأخرى من الانغماد. لا يتحد هذين الزوجين أبدًا، ولهذا يكون تصريف السوائل منهما منفصلًا.